# Titularbistum Macriana Maior
Macriana Maior (ital.: Macriana Maggiore) ist ein Titularbistum der römisch-katholischen Kirche. 
Es geht zurück auf ein ehemaliges Bistum der antiken Stadt gleichen Namens in der römischen Provinz Byzacena bzw. Africa proconsularis in der Sahelregion von Tunesien.
| Titularbischöfe von Macriana Maior |                         |                                                                                   |                   |                  |
| Nr.                                | Name                    | Amt                                                                               | von               | bis              |
| 1                                  | Julijans Vaivods        | Apostolischer Administrator von Riga (Lettland)                                   | 18. November 1964 | 23. Mai 1990     |
| 2                                  | Pier Giorgio Micchiardi | Weihbischof in Turin (Italien)                                                    | 21. Dezember 1990 | 9. Dezember 2000 |
| 3                                  | Sebastian Adayanthrath  | Weihbischof in Ernakulam-Angamaly (Indien)                                        | 4. Februar 2002   | 30. August 2019  |
| 4                                  | Antony Kariyil CMI      | Vikar des Großerzbischofs von Ernakulam-Angamaly (Indien) Erzbischof pro hac vice | 30. August 2019   |                  |